# Sljudjanka
Sljudjanka (anche traslitterata come Slyudyanka) è una cittadina della Siberia sudorientale (Oblast' di Irkutsk), situata 127 km a sud del capoluogo Irkutsk sulle rive del fiume Angara nel punto in cui esce dal lago Bajkal; è il capoluogo amministrativo del distretto omonimo.
La cittadina venne fondata nel 1905 nei pressi della stazione ferroviaria omonima, situata lungo la Transiberiana; nel sito, tuttavia, fin dal XVIII secolo era attiva l'industria estrattiva (mica flogopite, che dà anche il nome alla città, dato che Sljuda, in russo, significa mica). La concessione dello status di città è del 1936.

## Società

### Evoluzione demografica
Fonte: mojgorod.ru
| 1959   | 1970   | 1979   | 1989   | 1998   | 2002   | 2007   |
| ------ | ------ | ------ | ------ | ------ | ------ | ------ |
| 21 400 | 20 600 | 19 800 | 19 872 | 21 000 | 19 118 | 18 800 |